# 巴里諾公園 (佛羅里達州)
巴里諾公園（英語：Barrineau Park）是位於美國佛羅里達州艾斯康比亞縣的一個非建制地區。該地的面積和人口皆未知。

## 地理
巴里諾公園的座標為30°41′38″N 87°26′10″W / 30.69389°N 87.43611°W，而該地的平均海拔高度為14米（即46英尺）。